# Kínai negyed (film)
A Kínai negyed (Chinatown) 1974-ben bemutatott színes, amerikai bűnügyi film. A rendezőnek, Roman Polańskinak ez az utolsó, Amerikában készült alkotása. A forgatás meglehetősen feszült légkörben zajlott, ám a végeredmény lenyűgöző lett. A Kínai negyed a 11 jelölés ellenére ugyan csak egy kategóriában nyert az 1975-ös Oscar-díjkiosztón, ám a mű az eltelt évtizedek alatt igazi klasszikussá érett, és ma már a filmtörténet legbecsesebb darabjai között tartják számon. A filmet 1979 szeptemberében mutatták be Magyarországon.

## A cselekmény

Jake Gittes, a cinikus hekus (Jack Nicholson)

A 20. század harmincas éveiben járunk, Los Angelesben. Jake Gittes magánnyomozó házasságtörési ügyekkel foglalkozik. Egy napon felkeresi az irodájában egy asszony, aki arra kéri, hogy figyelje meg a férjét, Hollis Mulwray-t, mivel gyanúja szerint a férfi megcsalja. Gittes vállalja a munkát. Úgy tűnik, az asszony gyanúja nem alaptalan: Mulwray időnként egy feltűnően fiatal lány társaságában látható. A botrány azonban Gittes nélkül is kipattan. Ekkor nem várt fordulatként Gittes irodájában immár egy másik nő jelenik meg mint Mrs. Mulwray, és kimérten közli a detektívvel, hogy pert indít ellene, mivel ő semmilyen megbízást nem adott neki. Nem sokkal később váratlanul eláll a pereskedéstől. Rövidesen holtan találják Hollis Mulwray-t, aki mellesleg a Víz- és Energiaügyi Hivatal vezetője. Az özvegy viselkedése mind zavarosabbá válik, ugyanakkor kiderül, hogy Mulwray nem a felesége, sokkal inkább az apósa útjában lehetett, aki azonban minden gyanú felett áll. Gittes eleinte saját jó híre érdekében próbálja kibogozni a mind szövevényesebb bűnügy szálait, ám közben beleszeret a titokzatos özvegybe. A végkifejletre a kínai negyedben kerül sor, ahol az események tragikus fordulatot vesznek.

## Így készült a film

### Towne, Evans és Polański
A Kínai negyed forgatókönyve Robert Towne tollából származik, aki Jake Gittes szerepét barátja, Jack Nicholson számára írta. A figura családneve közös barátjuk, Harry Gittes producer vezetéknevéből származik. A forgatókönyv több mint 300 oldalas volt, és úgy tűnt, egyhamar nem lesz belőle film. A Paramount Pictures 125 ezer dollárt ajánlott Towne számára, hogy írjon forgatókönyvet F. Scott Fitzgerald A nagy Gatsby című regényéből. A férfi azonban úgy érezte, hogy nem képes megfelelő módon átdolgozni a regényt, ezért nem vállalta a munkát, felajánlotta viszont saját szkriptjét. A Paramount 25 ezer dollárt fizetett érte, nem utolsósorban azért, mert a cég alelnöke, Robert Evans Evelyn Mulwray alakjában remek szereplehetőséget vélt felfedezni felesége, Ali MacGraw számára. MacGraw azonban nemsokára bevallotta férjének, hogy viszonya van Steve McQueennel, akihez feleségül akar menni. Ali és Evans tehát elváltak, és ezzel a színésznő egyszerre esett el A nagy Gatsby (1974) és a Kínai negyed női főszerepeitől, ráadásul McQueen ragaszkodott ahhoz, hogy Ali hagyjon fel a filmezéssel.

A piti bűnözőt alakító Roman Polański kést szegez Jack Nicholson orrának

A lehetséges rendezők között állítólag Peter Bogdanovich neve is felmerült, ám ő nemet mondott a felkérésre. Evans úgy gondolta, hogy a történet európai látásmódot igényel, ezért Roman Polańskihoz fordult, aki 1968-ban már rendezett egy sikeres filmet a Paramount számára Rosemary gyermeke (1968) címmel. A lengyel rendező azonban elhagyta az Egyesült Államokat, miután 1969 augusztusában brutálisan meggyilkolták állapotos feleségét, Sharon Tate-et és néhány közös barátjukat Los Angeles-i villájukban. A Kínai negyed viszont felkeltette Polański érdeklődését, és hajlandó volt a film kedvéért visszatérni az Államokba. A szókimondó direktor nem rejtette véka alá a véleményét Towne forgatókönyvéről: úgy vélte, a szkript jó ugyan, de több helyen átdolgozásra szorul. Így például Polański ragaszkodott ahhoz, hogy Jake és Evelyn lefeküdjenek egymással, és a történet végén az asszony meghaljon. Az eredeti forgatókönyv ugyanis happy enddel zárult: a gonosz Noah Cross elnyeri méltó büntetését. Évekkel később Polański és Evans tagadták, hogy heves vitáik lettek volna az átdolgozások miatt, a forgatókönyvíró pedig elismerte, hogy a rendező ötletei jobbak voltak az általa megírt változatnál. Polański úgy döntött, hogy Gittes narrációját is elhagyja a forgatókönyvből, és úgy bonyolítja a cselekményt, hogy a néző is Gittesszel együtt ismerje meg a részleteket.

### A színészek

#### Jack Nicholson és John Huston

„Lefeküdt vele?” (John Huston és Jack Nicholson)

A főszereplő személyében minden illetékes egyetértett: Jack Nicholson a legjobb választás. Polański is régóta szeretett volna együtt dolgozni a színésszel, akiről pár éve kissé elhamarkodottan azt mondta, hogy nem elég karizmatikus. Munkakapcsolatuk azonban nem indult túl szerencsésen. Polański úgy találta, hogy Nicholson nem fordít elég figyelmet a szerepre, és inkább kedvenc kosárlabdacsapata mérkőzéseit nézi a tévében. Egy vita hevében aztán a rendező egyszerűen kidobta a készüléket Nicholson öltözőjének ablakán. A két férfi az incidens ellenére végül összebarátkozott. Nicholson egyébként annyira komolyan vette a szerepét, hogy a későbbiekben elutasított minden olyan felkérést, amely detektív figurára szólt, mert Jake-en kívül nem akart más nyomozót eljátszani. Mindazonáltal aggodalommal nézett azon jelenet felvétele elé, melyben a piti bűnözőt alakító Polański egy késsel megsebzi Gittes orrát. A penge ugyanis speciális kellék volt, amely nem megfelelő használat esetén valóban komoly sérülést okozhatott volna.
Polański komor film noirként képzelte el a Kínai negyedet, és legnagyobb örömére sikerült az irányzat egyik mesterét, a színészként is jelentékeny John Hustont megnyernie Noah Cross szerepére. Nicholson számára viszont kissé kínos volt Huston jelenléte, hiszen akkoriban kezdődött hosszan tartó, viszontagságos viszonya a veterán művész lányával, Anjelica Hustonnal, és ezt a kapcsolatot az apa nem nézte jó szemmel. A film egyik jelenetében Gittes felkeresi Crosst, aki nekiszegezi a kérdést: „Lefeküdt vele?” Ez természetesen Huston filmbéli lányára, Evelynre vonatkozott, ám alighanem mindkét férfi Anjelicára gondolt.

#### Faye Dunaway
Ali MacGraw távozása után Robert Evans producer Jane Fondát akarta megnyerni Evelyn Mulwray szerepére, Polański azonban ragaszkodott Faye Dunawayhez. Futólag már ismerték egymást, ám a közös munka mindkettőjük számára rémálomnak bizonyult. Polański koncentrációs táborban elpusztult édesanyjáról őrzött emlékei alapján képzelte el Evelyn külsejét, ám az első sminktesztek nem nyerték el a tetszését. Türelmetlenségében maga állt oda kimázolni a meghökkent sztárt, aki ezt még viszonylag jól viselte. Az éttermi jelenet felvételekor azonban az ideges rendező kitépte a díva egyik hajszálát, mert szerinte a „rakoncátlan” szál zavarta az aktuális képbeállítást, és a produkció fodrásza nem tudott mit kezdeni a tinccsel. Dunaway türelmét vesztve felpattant, és trágár szitkok kíséretében elviharzott. Faye egyébként egy cseppet sem volt megelégedve filmbeli hajviseletével és sminkjével, és ezzel érzékeny ponton sebezte meg a rendezőt, aki szerint a film hangulatának egyik kulcsa épp a színésznő megjelenése.

Evelyn szerepében Faye Dunaway

Még nagyobb problémákat okozott Dunaway aprólékossága. A színésznő tökéletesen érteni akarta a szerepet: állítólag állandóan a motivációkról faggatta a rendezőt, és rendre a dialógusok átírását kérte. Polański állítólag artikulálatlanul üvöltve Hitchcockot idézte a sztárnak: „Elég motiváció az a pénz, amit ezért a filmért kap!” Mikor a rendező végül beleegyezett a kért változtatásokba, a színésznő visszakozott, és néhány  variáció kipróbálása után javasolta a visszatérést az eredeti párbeszédekhez. Amikor a fentebb említett „hajszáltépkedős” incidens következtében Dunaway otthagyta a forgatást, a producer egyeztető megbeszélést volt kénytelen összehívni. Polański kerek-perec közölte a színésznővel, hogy Faye csupán egy figura az ő sakktábláján, és ezt Dunawaynek tudomásul kell vennie, ha részt akar venni a produkcióban. Faye-t három hét szabadságra küldték. Miután visszatért, nem volt hajlandó a rendezővel kommunikálni, de zokszó nélkül eleget tett minden instrukciójának. Nicholsont kellemetlenül érintette ez a helyzet, hiszen egyrészt igyekezett minden támogatást megadni Polańskinak, ugyanakkor nagyon megkedvelte tehetséges partnernőjét is, aki egyike lett azon kevés nőnek, akiket bizalmába fogadott. Többször megkísérelte megmagyarázni a színésznőnek, hogy kettőjük konfliktusaiban miért Polański pártján áll, de Faye állítólag mindig félbeszakította. A haragos díva az utolsó napon vett elégtételt, jellegzetesen női módon. A zárójelenet felvétele maradt az utolsó napra, és ehhez Dunawaynek délután 3-kor kellett volna megjelennie. A színésznő 4 órát késett. John Huston viselkedése fagyossá vált, Polański szitkozódott, és csak este 11 felé kezdődhetett az érdemi munka. Rossz nyelvek szerint a színésznő és a rendező közötti feszült viszony is szerepet játszott abban, hogy Polański különösen borzalmas halálnemet eszelt ki Evelyn Mulwray számára. Ez valószínűleg csak pletyka, ám az tény, hogy a forgatás Polańskitól szokatlan módon az előre kitűzött határidőnél hamarabb befejeződött. Polański kinyilvánította, hogy soha többé nem kíván Dunawayjel együtt dolgozni, aki neurotikus, pontatlan, megbízhatatlan, túl sokat készül a szerepére, bár azt elismerte, hogy a színésznő csodálatos alakítása végül is feledteti a sok forgatási feszültséget. Faye évekkel későbbi önéletrajzában (Looking for Gatsby) viszont azt írta, hogy Polański vele kapcsolatos bánásmódja a szexuális zaklatással volt határos. Robert Evans ugyanakkor elmondhatta magáról, hogy jó megérzései vannak, mert a kezdet kezdetén le akarta beszélni Polańskit arról, hogy Dunawaynek adják a szerepet.

### Egyéb problémák
A film operatőre eredetileg Stanley Cortez lett volna, ám Polański elégedetlen volt az első muszterekkel, ezért Cortezt John A. Alonzo váltotta fel. Phillip Lambro muzsikája viszont Robert Evans tetszését nem nyerte el, s helyére Jerry Goldsmith-t szerződtette, akinek mindössze 10 nap állt rendelkezésére a soundtrack komplett elkészítésére.

## Érdekességek
- Hollis Mulwray személyét alighanem William Mulholland (1855–1935) ihlette, aki a Los Angeles-i Víz- és Energiaügyi Hivatal vezetője volt.
- A film cselekménye 1937-ben, Nicholson születésének évében játszódik.
- Polański elégedetlen volt azzal a jelenettel, melyben Gittes felpofozza Evelynt. A sokadik ismétlés után végül Dunaway azt mondta Nicholsonnak, hogy valóban pofozza fel őt. Ez meg is történt, és a végeredménnyel Polański is elégedett volt.
- Jake híres mondata arról, hogy a kínai negyedben olyan keveset csinált, amennyit csak lehetett, eredetileg egy  magyar származású Los Angeles-i zsarutól származik.
- A filmben Evelyn egyszerre anyja és nővére Katherine-nek, aki apjával való vérfertőző kapcsolatából született. Nicholsonról később a valóságban is kiderült, hogy az asszony, akit nővérének hitt, a valóságban az édesanyja.
- Az Entertainment Weekly minden idők negyedik legjobb alkotásának nevezte a filmet.
- 2006-ban a Premiere filmmagazin minden idők 100 legnagyobb alakítása között a 36. helyre sorolta Faye Dunaway szerepformálását a Kínai negyedben.

## Cinikus hekus
Robert Towne trilógiának tervezte a sztorit, és a Kínai negyed sikere után a folytatás előtt már nem is állt semmilyen akadály. Roman Polański szexbotránya azonban lehetetlenné tette az újabb rész elkészítését, mivel a rendező kénytelen volt elhagyni az Egyesült Államokat, a forgatás viszont elképzelhetetlen volt Európában. Évekig vajúdott a projekt, míg végre 1990-ben Nicholson vállalta magára a rendezői feladatokat. A produkció a The Two Jakes (A két Jake) címet kapta, ám a magyar videoforgalmazásban később Cinikus hekusra keresztelték át. A kissé zavaros film nem aratott számottevő sikert: főleg azt rótták fel neki – nem is alaptalanul –, hogy hiányzik belőle az első rész különleges hangulata, továbbá sem Madeleine Stowe, sem Meg Tilly nem képesek olyan karizmatikus nőalakot megformálni, mint Faye Dunaway. Nicholson külön felkérésére Dunaway elvállalta, hogy egy rövidke visszaemlékezős jelenetben néhány mondatot elmondjon. A magyar szinkront egy súlyos baki teszi kínossá: Jake Gittes nevét végig „Gic”-nek ejtik „Gitisz” helyett. A Kínai negyedben fontos motívum volt, hogy a gátlástalan Noah Cross – talán szándékosan – „Gic”-nek ejti Jake nevét, amit Jake rendre kijavít „Gitisz”-re.

## Főszereplők
| Szerep                         | Színész          | Magyar hangja (1. szinkron, 1979) |
| ------------------------------ | ---------------- | --------------------------------- |
| J.J. „Jake”` Gittes            | Jack Nicholson   | Tahi Tóth László                  |
| Evelyn Cross Mulwray           | Faye Dunaway     | Káldy Nóra                        |
| Noah Cross                     | John Huston      | Benkő Gyula                       |
| Lou Escobar főhadnagy          | Perry Lopez      | Kertész Péter                     |
| Russ Yelburton                 | John Hillerman   | Szatmári István                   |
| Hollis I. Mulwray              | Darrell Zwerling | Gelley Kornél                     |
| Ida Sessions                   | Diane Ladd       | Dallos Szilvia                    |
| Claude Mulvihill               | Roy Jenson       | N/A                               |
| Férfi a késsel                 | Roman Polański   | Szombathy Gyula                   |
| Loach nyomozó                  | Richard Bakalyan | Gyenge Árpád                      |
| Lawrence Walsh                 | Joe Mantell      | Makay Sándor                      |
| Duffy                          | Bruce Glover     | N/A                               |
| Sophie, Jake Gittes titkárnője | Nandu Hinds      | Kovács Nóra                       |
| Ügyvéd                         | James O’Reare    | N/A                               |
| Kahn, Evelyn komornyikja       | James Hong       | N/A                               |
| Evelyn Mulwry szobalánya       | Beulah Quo       | Földessy Margit                   |
| Evelyn Mulwray kertésze        | Jerry Fujikawa   | Kőmíves Sándor                    |
| Katherine Cross                | Belinda Palmer   | N/A                               |

## Fontosabb díjak és jelölések

### Oscar-díj(1975)
- díj: Robert Towne (legjobb eredeti forgatókönyv)
- jelölés: Jack Nicholson (legjobb férfi főszereplő)
- jelölés: Faye Dunaway (legjobb női főszereplő)
- jelölés: Roman Polański (legjobb rendező)
- jelölés: Robert Evans (legjobb film)
- jelölés: John A. Alonzo (legjobb operatőr)
- jelölés: Jerry Goldsmith (legjobb zeneszerző)
- jelölés: Anthea Sylbert (legjobb jelmez)
- jelölés: Sam O’Steen (legjobb vágás)
- jelölés: Charles Grenzbach, Larry Jost (legjobb hang)
- jelölés: Richard Sylbert, W. Stewart Campbell, Ruby R. Lewitt (legjobb díszlet)

### Golden Globe-díj(1975)
- díj: legjobb film
- díj: Robert Towne (legjobb forgatókönyv)
- díj: Roman Polański (legjobb rendező)
- díj: Jack Nicholson (legjobb férfi főszereplő)
- jelölés: Faye Dunaway (legjobb női főszereplő)
- jelölés: Jerry Goldsmith (legjobb zeneszerző)
- jelölés: John Huston (legjobb férfi epizodista)

### BAFTA-díj(1975)
- díj: Robert Towne (legjobb forgatókönyv)
- díj: Roman Polański (legjobb rendező)
- díj: Jack Nicholson (legjobb férfi főszereplő)
- jelölés: legjobb film
- jelölés: Faye Dunaway (legjobb női főszereplő)
- jelölés: Jerry Goldsmith (legjobb zeneszerző)
- jelölés: John A. Alonzo (legjobb operatőr)
- jelölés: Richard Sylbert (legjobb díszlet)
- jelölés: Anthea Sylbert (legjobb jelmez)
- jelölés: Sam O’Steen (legjobb vágás)
- jelölés: John Huston (legjobb férfi epizodista)